# Nashia inaguensis
Espèce
Classification phylogénétique
Nashia inaguensis est un arbuste persistant, communément appelé Moujean tea (thé de Moujean), Bahamas berry (fraise des Bahamas), ou pineapple verbena (ananas Verbena). La plante est originaire des îles de l'est des Caraïbes, en particulier d'Inagua dans les Bahamas, d'où vient le nom de l'espèce. Dans son environnement d'origine, la plante se développe le long des affleurements rocheux ensoleillés, à moitié protégée des vents violents.

## Synonymes
Lippia inaguensis (Millsp.) Urb. 

## Description
C'est un arbuste isolé, aux branches étalées, qui atteint jusqu'à deux mètres de haut. Le tronc à maturité peut mesurer 5 à 10 cm de diamètre. 
Les feuilles, aromatiques, simples, opposées, d'elliptiques à ovales ou spatulées font de 5 à 10 cm de long, avec des marges révolutées.
Les fleurs axillaires, sessiles, sont peu nombreuses, avec un calice fantôme à la corolle blanchâtre d'environ 2 mm de long, comportant quatre pétales et quatre étamines.
Le feuillage parfumé et les fleurs minuscules sont hautement attractives pour les pollinisateurs en particulier pour le papillon Atala.

## Culture et utilisations
La plante est souvent cultivée en bonsaï à cause de son aspect miniature. Les fleurs groupées sont suivies de fruits orange. L'arbuste préfère le plein soleil, la chaleur (au moins 5 °C) et doit être gardée dans un milieu hautement humide. Un simple stress ou la sécheresse peuvent tuer la plante.
Il est possible de la reproduire par bouturage, de préférence au printemps ou au début de l'été, quand les nuits sont chaudes.
Une décoction, réalisée à partir des feuilles parfumées, est utilisée comme une tisane. On lui attribue des odeurs et des goûts de citron, de vanille ou d'ananas. 